# Cầu Sông Hàn
Cầu Sông Hàn là một trong những cây cầu bắc qua sông Hàn ở Đà Nẵng, miền Trung Việt Nam. Đây là cây cầu xoay đầu tiên do kỹ sư, công nhân Việt Nam tự thiết kế và thi công và là cây cầu quay duy nhất còn có khả năng xoay được ở Việt Nam hiện nay.
Cầu là vạch nối liền hai trục đường chính của Đà Nẵng là đường Lê Duẩn ở bờ Tây và đường Phạm Văn Đồng ở bờ Đông. Cầu có chiều dài 487,7 mét, rộng 12,9 mét, gồm 11 nhịp, mỗi nhịp dài 33 mét, kết cấu bê tông cốt thép dự ứng lực và 2 nhịp dây văng có tổng chiều dài 122,7 mét, kết cấu dầm và tháp cầu chính bằng thép, bản mặt cầu bằng bê tông cốt thép.

## Duy nhất ở Việt Nam
Cầu sông Hàn là cầu xoay đầu tiên do kỹ sư, công nhân Việt Nam tự thiết kế và thi công, và là cây cầu xoay duy nhất còn có khả năng xoay được ở Việt Nam hiện nay (cây cầu xoay đầu tiên là cầu Quay ở Mỹ Tho hoàn thành vào thập niên 1890 và sau đó là cầu Đuống cùng cầu Tam Bạc ở Hải Phòng đều hoàn thành năm 1902; cả ba cây cầu đều mất khả năng xoay sau khi xây lại).